# 诸王六
诸王六，即金牛座τ（τ Tau，τ Tauri）是一颗位于金牛座的三合星系统，距离地球约401光年。
诸王六的主星诸王六A是一颗蓝白色B-型主序星，视星等为4.26，它拥有一颗很近的伴星诸王六B，离主星0.1角秒，视星等+8.9。在离主星63角秒处，是这个恒星系统的第三个成员——诸王六C，它是一颗色A-型恒星，视星等为+7.10。
在中国古代星官系统中，诸王六属于西方白虎七宿中毕宿的星官诸王第六星，这也是诸王六名字的来由。